# Trigonella caelesyriaca
Trigonella caelesyriaca är en ärtväxtart som beskrevs av Pierre Edmond Boissier. Trigonella caelesyriaca ingår i släktet trigonellor, och familjen ärtväxter. Inga underarter finns listade i Catalogue of Life.